# Mount Davis, Antarktis
Mount Davis är ett berg i Antarktis. Det ligger i Västantarktis. Chile gör anspråk på området. Toppen på Mount Davis är 3 800 meter över havet, eller 1 384 meter över den omgivande terrängen. Bredden vid basen är 4,9 km.
Terrängen runt Mount Davis är kuperad västerut, men österut är den bergig. Trakten är obefolkad. Det finns inga samhällen i närheten.